# Shannon Smith
Shannon Smith (Vancouver, 28 settembre 1961) è un'ex nuotatrice canadese.
Nel 1976, a 14 anni, ha partecipato ai Giochi olimpici di Montréal, gareggiando nei 400 metri stile libero (vincendo la medaglia di bronzo con il tempo di 4'14"60) e negli 800 metri stile libero (terminando sesta con il tempo di 8'48"15).